# Microterys yunnanensis
Microterys yunnanensis is een vliesvleugelig insect uit de familie Encyrtidae. De wetenschappelijke naam is voor het eerst geldig gepubliceerd in 1992 door Tan & Zheng.